# Torneo Interbritannico 1972
Il Torneo Interbritannico 1972 fu la settantaseiesima edizione del torneo di calcio conteso tra le Home Nations dell'arcipelago britannico. Il torneo fu vinto congiuntamente da Inghilterra e Scozia. 

## Risultati
| Data           | Luogo   | Squadra 1   | Risultato | Squadra 2        |
| -------------- | ------- | ----------- | --------- | ---------------- |
| 20 maggio 1972 | Cardiff | Galles      | 0 - 3     | Inghilterra      |
| 20 maggio 1972 | Glasgow | Scozia      | 2 - 0     | Irlanda del Nord |
| 23 maggio 1972 | Londra  | Inghilterra | 0 - 1     | Irlanda del Nord |
| 24 maggio 1972 | Glasgow | Scozia      | 1 - 0     | Galles           |
| 27 maggio 1972 | Wrexham | Galles      | 0 - 0     | Irlanda del Nord |
| 27 maggio 1972 | Glasgow | Scozia      | 0 - 1     | Inghilterra      |

## Classifica
| Pos | Squadra          | Pti | G | V | N | P | GF | GS |
| --- | ---------------- | --- | - | - | - | - | -- | -- |
| 1   | Inghilterra      | 4   | 3 | 2 | 0 | 1 | 4  | 1  |
| 1   | Scozia           | 4   | 3 | 2 | 0 | 1 | 3  | 1  |
| 3   | Irlanda del Nord | 3   | 3 | 1 | 1 | 1 | 1  | 2  |
| 4   | Galles           | 1   | 3 | 0 | 1 | 2 | 0  | 4  |

## Vincitori
| Campioni 1972 Inghilterra |

| Scozia |